# Прохазка, Вольфганг
Вольфганг Прохазка (нем. Wolfgang Prohaska; род. 1943, Тюбинген) — австрийский искусствовед. Сын дирижёра Феликса Прохазки, внук композитора Карла Прохазки.
Изучал историю искусств, археологию и германистику в Венском и Гёттингенском университетах. В 1973 г. защитил в Вене докторскую диссертацию. До 1976 г. работал в Центральном институте истории искусств в Мюнхене.
В 1976—2011 гг. профессор Института истории искусства Венского университета и руководитель картинной галереи института. В 1992—1993 гг. был приглашённым куратором Отдела европейской живописи Метрополитен-музея в Нью-Йорке. Автор путеводителя по галерее Института истории искусства, опубликованного на многих языках, популярной книги о Караваджо (2010) и других трудов.